# 水箐镇
水箐镇，是中华人民共和国贵州省毕节市七星关区下辖的一个乡镇级行政单位。

## 行政区划
水箐镇下辖以下地区：
水箐村、东风村、星火村、马鞍村、梨树村、新地村、燎原村、流水村、黄连村、干沟村、大湾村和中营村。